# Arrondissement de Châteauroux
L'arrondissement de Châteauroux est un arrondissement français, située dans le département de l'Indre, en région Centre-Val de Loire.

## Géographie
Cet arrondissement est organisé autour de la commune de Châteauroux.
Il s'étend du sud au nord-nord-ouest du département.
Son altitude minimum est de 71 m à La Vernelle. Son altitude maximum est de 292 m à Baraize.
Sa superficie est de 2 524,30 km2 jusqu'en 2017, puis 2 572,85 km2 à partir de 2018.

## Histoire
Le 17 février 1800 a été créé l'arrondissement de Châteauroux.
Avant mars 2015, l'arrondissement de Châteauroux était composées des cantons d'Ardentes, Argenton-sur-Creuse, Buzançais, Châteauroux-Centre, Châteauroux-Est, Châteauroux-Ouest, Châteauroux-Sud, Châtillon-sur-Indre, Écueillé, Levroux et Valençay.
Depuis mars 2015, à la suite du redécoupage cantonal de 2014, certaines communes ont changé de cantons.
Le 1er janvier 2016, quelques communes fusionnent comme Saint-Maur et Villers-les-Ormes pour donner la commune nouvelle de Saint-Maur et Levroux et Saint-Martin-de-Lamps pour donner la commune nouvelle de Levroux.
Le 1er janvier 2018, les communes de Badecon-le-Pin, Baraize, Bazaiges, Ceaulmont, Cuzion, Éguzon-Chantôme, Gargilesse-Dampierre et Pommiers ne sont plus rattaché à l'arrondissement de la Châtre mais a celui de Châteauroux. Â l'inverse Buxières-d'Aillac rejoint l'arrondissement de la Châtre et La Pérouille rejoint l'arrondissement du Blanc.
Le 1er janvier 2019, Villentrois et Faverolles-en-Berry fusionnent pour former la commune nouvelle de Villentrois-Faverolles-en-Berry et Saint-Pierre-de-Lamps rejoint la commune nouvelle de Levroux.

## Composition
Depuis 2015, le nombre de communes des arrondissements varie chaque année soit du fait du redécoupage cantonal de 2014 qui a conduit à l'ajustement de périmètres de certains arrondissements, soit à la suite de la création de communes nouvelles. L'arrondissement était composées des cantons d'Ardentes, Argenton-sur-Creuse, Buzançais, Châteauroux-Centre, Châteauroux-Est, Châteauroux-Ouest, Châteauroux-Sud, Châtillon-sur-Indre, Écueillé, Levroux et Valençay. Le nombre de communes en 2015 est ainsi de 82.

### Découpage en 2016 et 2017
L'arrondissement était composée des cantons d'Ardentes (9/12 communes), Argenton-sur-Creuse (12/20 communes), Buzançais, Châteauroux-1 (1 commune + fraction de Châteauroux), Châteauroux-2 (fraction de Châteauroux), Châteauroux-3 (fraction de Châteauroux), Levroux (12/34 communes), Neuvy-Saint-Sépulchre (1/25 communes), Saint-Gaultier (5/34 communes) et Valençay (19/29 communes).
Le nombre de communes en 2016 et 2017 est ainsi de 80,,,.
- Ardentes
- Argenton-sur-Creuse
- Argy
- Arpheuilles
- Arthon
- Baudres
- Bouesse
- Bouges-le-Château
- Bretagne
- Brion
- Buxières-d'Aillac
- Buzançais
- Celon
- La Chapelle-Orthemale
- Chasseneuil
- Châteauroux
- Châtillon-sur-Indre
- Chavin
- Chezelles
- Cléré-du-Bois
- Clion
- Coings
- Déols
- Diors
- Écueillé
- Étrechet
- Faverolles-en-Berry
- Fléré-la-Rivière
- Fontguenand
- Francillon
- Frédille
- Gehée
- Heugnes
- Jeu-les-Bois
- Jeu-Maloches
- Langé
- Levroux
- Luant
- Luçay-le-Mâle
- Lye
- Mâron
- Le Menoux
- Méobecq
- Montierchaume
- Mosnay
- Moulins-sur-Céphons
- Murs
- Neuillay-les-Bois
- Niherne
- Palluau-sur-Indre
- Le Pêchereau
- Pellevoisin
- La Pérouille
- Le Poinçonnet
- Le Pont-Chrétien-Chabenet
- Préaux
- Rouvres-les-Bois
- Saint-Cyran-du-Jambot
- Saint-Genou
- Saint-Lactencin
- Saint-Marcel
- Saint-Maur
- Saint-Médard
- Saint-Pierre-de-Lamps
- Sassierges-Saint-Germain
- Selles-sur-Nahon
- Sougé
- Tendu
- Le Tranger
- Valençay
- Velles
- Vendœuvres
- La Vernelle
- Veuil
- Vicq-sur-Nahon
- Villedieu-sur-Indre
- Villegongis
- Villegouin
- Villentrois
- Vineuil

### Découpage depuis 2018
L'arrondissement est composée des cantons d'Ardentes (9/12 communes), Argenton-sur-Creuse, Buzançais, Châteauroux-1 (1 commune + fraction de Châteauroux), Châteauroux-2 (fraction de Châteauroux), Châteauroux-3 (fraction de Châteauroux), Levroux (12/34 communes), Saint-Gaultier (4/34 communes) et Valençay (19/28 communes).
Le nombre de communes en 2018 est de 86,,,.
Le nombre de communes en 2019 est de 84,.
Au 1er janvier 2024, l'arrondissement groupe les 84 communes suivantes :
| Nom                             | Code Insee | Intercommunalité                           | Superficie (km2) | Population (dernière pop. légale) | Densité (hab./km2) | Modifier                                    |
| ------------------------------- | ---------- | ------------------------------------------ | ---------------- | --------------------------------- | ------------------ | ------------------------------------------- |
| Châteauroux (chef-lieu)         | 36044      | CA Châteauroux Métropole                   | 25,54            | 43 079 (2022)                     | 1 687              | modifier les données · modifier les données |
| Ardentes                        | 36005      | CA Châteauroux Métropole                   | 62,09            | 3 747 (2022)                      | 60                 | modifier les données · modifier les données |
| Argenton-sur-Creuse             | 36006      | CC Éguzon - Argenton - Vallée de la Creuse | 29,34            | 4 817 (2022)                      | 164                | modifier les données · modifier les données |
| Argy                            | 36007      | CC Val de l'Indre - Brenne                 | 38,89            | 574 (2022)                        | 15                 | modifier les données · modifier les données |
| Arpheuilles                     | 36008      | CC du Châtillonnais en Berry               | 22,49            | 238 (2022)                        | 11                 | modifier les données · modifier les données |
| Arthon                          | 36009      | CA Châteauroux Métropole                   | 46,80            | 1 216 (2022)                      | 26                 | modifier les données · modifier les données |
| Badecon-le-Pin                  | 36158      | CC Éguzon - Argenton - Vallée de la Creuse | 9,88             | 761 (2022)                        | 77                 | modifier les données · modifier les données |
| Baraize                         | 36012      | CC Éguzon - Argenton - Vallée de la Creuse | 16,39            | 357 (2022)                        | 22                 | modifier les données · modifier les données |
| Baudres                         | 36013      | CC de la Région de Levroux                 | 27,40            | 400 (2022)                        | 15                 | modifier les données · modifier les données |
| Bazaiges                        | 36014      | CC Éguzon - Argenton - Vallée de la Creuse | 18,37            | 213 (2022)                        | 12                 | modifier les données · modifier les données |
| Bouesse                         | 36022      | CC Éguzon - Argenton - Vallée de la Creuse | 24,19            | 388 (2022)                        | 16                 | modifier les données · modifier les données |
| Bouges-le-Château               | 36023      | CC de la Région de Levroux                 | 34,77            | 264 (2022)                        | 7,6                | modifier les données · modifier les données |
| Bretagne                        | 36024      | CC de la Région de Levroux                 | 18,36            | 122 (2022)                        | 6,6                | modifier les données · modifier les données |
| Brion                           | 36026      | CC de la Région de Levroux                 | 44,20            | 595 (2022)                        | 13                 | modifier les données · modifier les données |
| Buzançais                       | 36031      | CC Val de l'Indre - Brenne                 | 58,64            | 4 431 (2022)                      | 76                 | modifier les données · modifier les données |
| Ceaulmont                       | 36032      | CC Éguzon - Argenton - Vallée de la Creuse | 17,38            | 673 (2022)                        | 39                 | modifier les données · modifier les données |
| Celon                           | 36033      | CC Éguzon - Argenton - Vallée de la Creuse | 17,04            | 383 (2022)                        | 22                 | modifier les données · modifier les données |
| La Chapelle-Orthemale           | 36040      | CC Val de l'Indre - Brenne                 | 16,80            | 100 (2022)                        | 6,0                | modifier les données · modifier les données |
| Chasseneuil                     | 36042      | CC Éguzon - Argenton - Vallée de la Creuse | 29,85            | 710 (2022)                        | 24                 | modifier les données · modifier les données |
| Châtillon-sur-Indre             | 36045      | CC du Châtillonnais en Berry               | 45,30            | 2 296 (2022)                      | 51                 | modifier les données · modifier les données |
| Chavin                          | 36048      | CC Éguzon - Argenton - Vallée de la Creuse | 14,01            | 270 (2022)                        | 19                 | modifier les données · modifier les données |
| Chezelles                       | 36050      | CC Val de l'Indre - Brenne                 | 17,32            | 451 (2022)                        | 26                 | modifier les données · modifier les données |
| Cléré-du-Bois                   | 36054      | CC du Châtillonnais en Berry               | 36,13            | 234 (2022)                        | 6,5                | modifier les données · modifier les données |
| Clion                           | 36055      | CC du Châtillonnais en Berry               | 33,53            | 1 007 (2022)                      | 30                 | modifier les données · modifier les données |
| Coings                          | 36057      | CA Châteauroux Métropole                   | 29,33            | 903 (2022)                        | 31                 | modifier les données · modifier les données |
| Cuzion                          | 36062      | CC Éguzon - Argenton - Vallée de la Creuse | 18,45            | 474 (2022)                        | 26                 | modifier les données · modifier les données |
| Déols                           | 36063      | CA Châteauroux Métropole                   | 31,74            | 7 618 (2022)                      | 240                | modifier les données · modifier les données |
| Diors                           | 36064      | CA Châteauroux Métropole                   | 25,44            | 755 (2022)                        | 30                 | modifier les données · modifier les données |
| Écueillé                        | 36069      | CC Écueillé-Valençay                       | 34,90            | 1 189 (2022)                      | 34                 | modifier les données · modifier les données |
| Éguzon-Chantôme                 | 36070      | CC Éguzon - Argenton - Vallée de la Creuse | 36,44            | 1 314 (2022)                      | 36                 | modifier les données · modifier les données |
| Étrechet                        | 36071      | CA Châteauroux Métropole                   | 17,89            | 1 002 (2022)                      | 56                 | modifier les données · modifier les données |
| Fléré-la-Rivière                | 36074      | CC du Châtillonnais en Berry               | 25,31            | 549 (2022)                        | 22                 | modifier les données · modifier les données |
| Fontguenand                     | 36077      | CC Écueillé-Valençay                       | 18,24            | 252 (2022)                        | 14                 | modifier les données · modifier les données |
| Francillon                      | 36079      | CC de la Région de Levroux                 | 10,27            | 76 (2022)                         | 7,4                | modifier les données · modifier les données |
| Frédille                        | 36080      | CC Écueillé-Valençay                       | 6,31             | 76 (2022)                         | 12                 | modifier les données · modifier les données |
| Gargilesse-Dampierre            | 36081      | CC Éguzon - Argenton - Vallée de la Creuse | 15,72            | 267 (2022)                        | 17                 | modifier les données · modifier les données |
| Gehée                           | 36082      | CC Écueillé-Valençay                       | 22,75            | 254 (2022)                        | 11                 | modifier les données · modifier les données |
| Heugnes                         | 36086      | CC Écueillé-Valençay                       | 42,17            | 385 (2022)                        | 9,1                | modifier les données · modifier les données |
| Jeu-les-Bois                    | 36089      | CA Châteauroux Métropole                   | 38,32            | 405 (2022)                        | 11                 | modifier les données · modifier les données |
| Jeu-Maloches                    | 36090      | CC Écueillé-Valençay                       | 12,73            | 119 (2022)                        | 9,3                | modifier les données · modifier les données |
| Langé                           | 36092      | CC Écueillé-Valençay                       | 20,63            | 260 (2022)                        | 13                 | modifier les données · modifier les données |
| Levroux                         | 36093      | CC de la Région de Levroux                 | 82,32            | 2 802 (2022)                      | 34                 | modifier les données · modifier les données |
| Luant                           | 36101      | CA Châteauroux Métropole                   | 31,06            | 1 584 (2022)                      | 51                 | modifier les données · modifier les données |
| Luçay-le-Mâle                   | 36103      | CC Écueillé-Valençay                       | 68,08            | 1 315 (2022)                      | 19                 | modifier les données · modifier les données |
| Lye                             | 36107      | CC Écueillé-Valençay                       | 24,77            | 757 (2022)                        | 31                 | modifier les données · modifier les données |
| Mâron                           | 36112      | CA Châteauroux Métropole                   | 27,84            | 736 (2022)                        | 26                 | modifier les données · modifier les données |
| Le Menoux                       | 36117      | CC Éguzon - Argenton - Vallée de la Creuse | 5,58             | 412 (2022)                        | 74                 | modifier les données · modifier les données |
| Méobecq                         | 36118      | CC Val de l'Indre - Brenne                 | 35,56            | 366 (2022)                        | 10                 | modifier les données · modifier les données |
| Montierchaume                   | 36128      | CA Châteauroux Métropole                   | 37,20            | 1 637 (2022)                      | 44                 | modifier les données · modifier les données |
| Mosnay                          | 36131      | CC Éguzon - Argenton - Vallée de la Creuse | 25,28            | 463 (2022)                        | 18                 | modifier les données · modifier les données |
| Moulins-sur-Céphons             | 36135      | CC de la Région de Levroux                 | 32,17            | 277 (2022)                        | 8,6                | modifier les données · modifier les données |
| Murs                            | 36136      | CC du Châtillonnais en Berry               | 23,05            | 122 (2022)                        | 5,3                | modifier les données · modifier les données |
| Neuillay-les-Bois               | 36139      | CC Val de l'Indre - Brenne                 | 47,63            | 659 (2022)                        | 14                 | modifier les données · modifier les données |
| Niherne                         | 36142      | CC Val de l'Indre - Brenne                 | 42,87            | 1 457 (2022)                      | 34                 | modifier les données · modifier les données |
| Palluau-sur-Indre               | 36149      | CC du Châtillonnais en Berry               | 41,55            | 789 (2022)                        | 19                 | modifier les données · modifier les données |
| Le Pêchereau                    | 36154      | CC Éguzon - Argenton - Vallée de la Creuse | 20,94            | 1 781 (2022)                      | 85                 | modifier les données · modifier les données |
| Pellevoisin                     | 36155      | CC Écueillé-Valençay                       | 25,62            | 794 (2022)                        | 31                 | modifier les données · modifier les données |
| Le Poinçonnet                   | 36159      | CA Châteauroux Métropole                   | 45,00            | 5 848 (2022)                      | 130                | modifier les données · modifier les données |
| Pommiers                        | 36160      | CC Éguzon - Argenton - Vallée de la Creuse | 12,19            | 228 (2022)                        | 19                 | modifier les données · modifier les données |
| Le Pont-Chrétien-Chabenet       | 36161      | CC Éguzon - Argenton - Vallée de la Creuse | 9,03             | 934 (2022)                        | 103                | modifier les données · modifier les données |
| Préaux                          | 36166      | CC Écueillé-Valençay                       | 32,54            | 172 (2022)                        | 5,3                | modifier les données · modifier les données |
| Rouvres-les-Bois                | 36175      | CC de la Région de Levroux                 | 30,85            | 278 (2022)                        | 9,0                | modifier les données · modifier les données |
| Saint-Cyran-du-Jambot           | 36188      | CC du Châtillonnais en Berry               | 14,21            | 171 (2022)                        | 12                 | modifier les données · modifier les données |
| Saint-Genou                     | 36194      | CC Val de l'Indre - Brenne                 | 24,41            | 939 (2022)                        | 38                 | modifier les données · modifier les données |
| Saint-Lactencin                 | 36198      | CC Val de l'Indre - Brenne                 | 32,20            | 410 (2022)                        | 13                 | modifier les données · modifier les données |
| Saint-Marcel                    | 36200      | CC Éguzon - Argenton - Vallée de la Creuse | 17,84            | 1 510 (2022)                      | 85                 | modifier les données · modifier les données |
| Saint-Maur                      | 36202      | CA Châteauroux Métropole                   | 87,91            | 3 589 (2022)                      | 41                 | modifier les données · modifier les données |
| Saint-Médard                    | 36203      | CC du Châtillonnais en Berry               | 12,60            | 61 (2022)                         | 4,8                | modifier les données · modifier les données |
| Sassierges-Saint-Germain        | 36211      | CA Châteauroux Métropole                   | 31,72            | 447 (2022)                        | 14                 | modifier les données · modifier les données |
| Selles-sur-Nahon                | 36216      | CC Écueillé-Valençay                       | 6,77             | 62 (2022)                         | 9,2                | modifier les données · modifier les données |
| Sougé                           | 36218      | CC Val de l'Indre - Brenne                 | 13,02            | 146 (2022)                        | 11                 | modifier les données · modifier les données |
| Tendu                           | 36219      | CC Éguzon - Argenton - Vallée de la Creuse | 42,17            | 654 (2022)                        | 16                 | modifier les données · modifier les données |
| Le Tranger                      | 36225      | CC du Châtillonnais en Berry               | 22,26            | 171 (2022)                        | 7,7                | modifier les données · modifier les données |
| Valençay                        | 36228      | CC Écueillé-Valençay                       | 41,59            | 2 239 (2022)                      | 54                 | modifier les données · modifier les données |
| Velles                          | 36231      | CC Éguzon - Argenton - Vallée de la Creuse | 63,09            | 979 (2022)                        | 16                 | modifier les données · modifier les données |
| Vendœuvres                      | 36232      | CC Val de l'Indre - Brenne                 | 96,45            | 1 094 (2022)                      | 11                 | modifier les données · modifier les données |
| La Vernelle                     | 36233      | CC Écueillé-Valençay                       | 17,08            | 799 (2022)                        | 47                 | modifier les données · modifier les données |
| Veuil                           | 36235      | CC Écueillé-Valençay                       | 18,84            | 378 (2022)                        | 20                 | modifier les données · modifier les données |
| Vicq-sur-Nahon                  | 36237      | CC Écueillé-Valençay                       | 49,08            | 681 (2022)                        | 14                 | modifier les données · modifier les données |
| Villedieu-sur-Indre             | 36241      | CC Val de l'Indre - Brenne                 | 57,77            | 2 615 (2022)                      | 45                 | modifier les données · modifier les données |
| Villegongis                     | 36242      | CC de la Région de Levroux                 | 18,15            | 103 (2022)                        | 5,7                | modifier les données · modifier les données |
| Villegouin                      | 36243      | CC Écueillé-Valençay                       | 24,03            | 321 (2022)                        | 13                 | modifier les données · modifier les données |
| Villentrois-Faverolles-en-Berry | 36244      | CC Écueillé-Valençay                       | 73,79            | 880 (2022)                        | 12                 | modifier les données · modifier les données |
| Vineuil                         | 36247      | CC de la Région de Levroux                 | 44,41            | 1 245 (2022)                      | 28                 | modifier les données · modifier les données |
| Arrondissement de Châteauroux   | 362        |                                            | 2 621,90         | 126 129 (2022)                    | 48                 | modifier les données                        |

## Administration
L'arrondissement est administré par le secrétaire général de la préfecture.
| Période | Période  | Identité            | Fonction précédente | Observation |
| ------- | -------- | ------------------- | ------------------- | ----------- |
| 1944    | 1946     | Roger Brac          |                     | ?           |
| 1946    | 1947     | Raymond Bérard      |                     | ?           |
| 1947    | 1948     | Henri Mayer         |                     | ?           |
| 1948    | 1951     | Laurent Chazal      |                     | ?           |
| 1951    | 1953     | Michel Junot        |                     | ?           |
| 1953    | 1957     | Robert Martinod     |                     | ?           |
| 1957    | 1957     | André Dours         |                     | ?           |
| 1957    | 1960     | André Bolloré       |                     | ?           |
| 1960    | 1960     | Bernard Chevrier    |                     | ?           |
| 1960    | 1961     | André Bolloré       |                     | ?           |
| 1961    | 1969     | Bernard Chevrier    |                     | ?           |
| 1969    | 1969     | Jean Sauvage        |                     | ?           |
| 1969    | 1974     | Bernard Monginet    |                     | ?           |
| 1974    | 1977     | Jean-Pierre Marquie |                     | ?           |
| 1977    | 1979     | Pierre Mirabaud     |                     | ?           |
| 1979    | 1982     | Patrick Thul        |                     | ?           |
| 1982    | 1984     | Michel Lavenseau    |                     | ?           |
| 1984    | 1986     | Jean-Michel Roulet  |                     | ?           |
| 1986    | 1988     | Jean-Michel Drevet  |                     | ?           |
| 1988    | 1989     | Raymond Cervelle    |                     | ?           |
| 1989    | 1990     | André Horel         |                     | ?           |
| 1990    | 1991     | Jacques Lebrot      |                     | ?           |
| 1991    | 1993     | Hugues Bousiges     |                     | ?           |
| 1993    | 1994     | Christophe Bay      |                     | ?           |
| 1994    | 1996     | Marc Marfor         |                     | ?           |
| 1996    | 1997     | Michel Spillemaeker |                     | ?           |
| 1997    | 2001     | Bernard Lambert     |                     | ?           |
| 2001    | 2003     | Louis Le Franc      |                     | ?           |
| 2003    | 2005     | Emmanuel Aubry      |                     | ?           |
| 2005    | 2008     | Claude Dulamon      |                     | ?           |
| 2008    | 2012     | Philippe Malizard   |                     | ?           |
| 2012    | 2016     | Jean-Marc Giraud    |                     | ?           |
| 2016    | 2018     | Nathalie Valleix    |                     | ?           |
| 2018    | 2019     | Afif Larzrak        |                     | ?           |
| 2019    | En cours | Lucile Josse        |                     | ?           |

## Démographie
En 2022, l'arrondissement comptait 126 129 habitants.
| 1968    | 1975    | 1982    | 1990    | 1999    | 2006    | 2011    | 2016    | 2021    |
| ------- | ------- | ------- | ------- | ------- | ------- | ------- | ------- | ------- |
| 125 522 | 133 274 | 134 399 | 133 291 | 130 115 | 130 283 | 128 029 | 129 106 | 126 377 |

| 2022    | - | - | - | - | - | - | - | - |
| ------- | - | - | - | - | - | - | - | - |
| 126 129 | - | - | - | - | - | - | - | - |